# Leptaxis
Leptaxis is een geslacht van weekdieren uit de klasse van de Gastropoda (slakken).

## Soorten
- Leptaxis azorica Albers, 1852
- Leptaxis bollei (Albers, 1854)
- Leptaxis drouetiana (Morelet, 1860)
- Leptaxis furva (R. T. Lowe, 1831)
- Leptaxis groviana (A. Férussac, 1832)
- Leptaxis membranacea (R. T. Lowe, 1852)
- Leptaxis nivosa (G. B. Sowerby I, 1824)
- Leptaxis sanctaemariae (Morelet & Drouët, 1857)
- Leptaxis simia (A. Férussac, 1832)
- Leptaxis wollastoni (R. T. Lowe, 1852)

Niet geaccepteerde soorten:
- Leptaxis erubescens (R. T. Lowe, 1831) → Leptaxis simia (A. Férussac, 1832)
- Leptaxis vulcania (R. T. Lowe, 1852) → Leptaxis groviana vulcania (R. T. Lowe, 1852)